# Абілда
Абілда́ (каз. Әбілда) — село у складі Сарисуського району Жамбильської області Казахстану. Входить до складу Тогизкентського сільського округу.
До 2022 року село називалось Ушарал.
Населення — 97 осіб (2021; 0 у 2009, 253 у 1999, 339 у 1989).